# ニューハノーバー島
ニューハノーバー島(ドイツ語: Neuhannover)はパプアニューギニア北部、ビスマルク諸島ニューアイルランド島北西部に存在する大きな火山島。ラボンガイとも呼ばれる。おおよそ1,200km2ほどの大きさで、1960年の時点で人口が5000人であったが、2000年の時点で17160人に増加している。

## 文化
フリードリヒ・ラッツェルはThe History of Mankindの中で1896年にメラネシアの装飾の議論について、ニューハノーバーで豪華な羽飾りの装飾が飾られており、植物の繊維や棒につけたビーズの形や色やの組み合わせで多くの趣向を表している報告している。例としてヘアピンの頭に形作られた羽のモザイクで形成された微妙な形状の外観があげられている。